# Khu tự trị Việt Bắc
Khu tự trị Việt Bắc (1956 -1975) là một đơn vị hành chính cũ của nước Việt Nam Dân chủ Cộng hòa. Tiền thân của nó là Liên khu Việt Bắc.

## Lịch sử

### Tiền thân
Liên khu Việt Bắc là một cấp hành chính (có Ủy ban kháng chiến hành chính Liên khu) và quân sự (Bộ Tư lệnh Liên khu), được thành lập theo Sắc lệnh số 127-SL của Chủ tịch Chính phủ Việt Nam Dân chủ Cộng hòa ngày 4-11-1949, trên cơ sở hợp nhất Liên khu 1 và Liên khu 10.
Liên khu Việt Bắc gồm 17 tỉnh: Cao Bằng, Bắc Kạn, Lạng Sơn, Thái Nguyên, Hà Giang, Tuyên Quang, Lào Cai, Yên Bái, Sơn La, Lai Châu, Bắc Giang, Bắc Ninh, Phúc Yên, Vĩnh Yên, Phú Thọ, Quảng Yên, Hải Ninh, Đặc khu Hồng Gai và huyện Mai Đà của tỉnh Hòa Bình. Trung tâm của vùng là Tuyên Quang.
Từ năm 1949 đến năm 1954, Thiếu tướng Chu Văn Tấn làm Khu trưởng, Bí thư khu ủy Liên khu Việt Bắc, Chánh án Tòa án Quân sự, Chủ tịch Ủy ban kháng chiến hành chính Liên khu Việt Bắc. Từ năm 1954 đến cuối năm 1956, ông làm Tư lệnh kiêm Chính ủy, Bí thư Quân khu ủy Liên khu Việt Bắc.
Khi vùng tây bắc mới được giải phóng, khu tây bắc được thành lập theo Sắc lệnh số 134-SL của Chủ tịch Chính phủ ngày 28-1-1953, gồm 4 tỉnh Lai Châu, Lào Cai, Yên Bái và Sơn La, tách khỏi Liên khu Việt Bắc.
Với việc thành lập Khu tự trị Việt Bắc ngày 1-7-1956, Liên khu Việt Bắc chấm dứt sự tồn tại với tư cách là một đơn vị hành chính. Tuy nhiên, về mặt quân sự, đến tháng 6-1957, Liên khu Việt Bắc mới được thay thế bằng Quân khu Việt Bắc.

### Khu tự trị Việt Bắc
Khu tự trị Việt Bắc được thành lập theo Sắc lệnh số 268-SL ngày 1 tháng 7 năm 1956 của Chủ tịch nước Việt Nam Dân chủ Cộng hòa.

## Hành chính
Khu tự trị Việt Bắc bao gồm các tỉnh: Cao Bằng, Bắc Kạn, Lạng Sơn, Tuyên Quang (trừ huyện Yên Bình), Thái Nguyên (trừ hai huyện Phổ Yên, Phú Bình) và huyện Hữu Lũng của tỉnh Bắc Giang (nhập vào tỉnh Lạng Sơn). Huyện Phổ Yên nhập vào tỉnh Vĩnh Phúc, đến 15-6-1957 lại trả về tỉnh Thái Nguyên (trừ xóm Thông, xã Thuận Thành nhập vào xã Hồng Kỳ, huyện Đa Phúc, tỉnh Vĩnh Phúc). Huyện Phú Bình nhập vào tỉnh Bắc Giang, đến 15-6-1957 lại trả về tỉnh Thái Nguyên. Thủ phủ Khu tự trị Việt Bắc là thị xã Thái Nguyên.
Tỉnh Hà Giang sáp nhập vào Khu tự trị Việt Bắc theo Sắc lệnh số 020-SL ngày 23-3-1959 của Chủ tịch nước.
Hệ thống tổ chức chính quyền Khu tự trị Việt Bắc có 4 cấp: khu, tỉnh, châu, xã. Xã là đơn vị hành chính cơ sở. Bộ máy chính quyền Khu tự trị gồm có: Hội đồng nhân dân và Ủy ban Hành chính. Thành phần Hội đồng nhân dân phải có đủ đại biểu các dân tộc.

## Chính trị
Bí thư Khu tự trị Việt Bắc là ông Chu Văn Tấn, Chủ tịch Khu tự trị Việt Bắc là ông Hoàng Bắc Dũng phó bí thư thường trực.

## Danh sách Ủy viên Ủy ban Hành chính Khu tự trị Việt Bắc

### Năm 1956
Danh sách các Ủy viên Ủy ban Hành chính Khu tự trị Việt Bắc do Đại hội Hội đồng Nhân dân Khu tự trị Việt Bắc bầu ra trong ngày 17 tháng 8 năm 1956:
- 1. Thượng tướng Chu Văn Tấn (Nùng), Chủ tịch
- 2. Đại tá Thanh Phong (Thổ), Phó Chủ tịch
- 3. Triệu Nho Phúc tức Khánh Phương (Mán), Phó Chủ tịch
- 4. Nguyễn Công Bình tức Nguyễn Xuân Chỉ (Kinh), Phó Chủ tịch
- 5. Lê Dục Tôn (Nùng), Ủy viên
- 6. Lục Quốc San (Nùng), Ủy viên
- 7. Hồ Thị Kim (Nùng), Ủy viên
- 8. Mạc Văn Úc tức Nông Văn Quang (Thổ), Ủy viên
- 9. Hà Khai Lạc (Thổ), Ủy viên
- 10. Đàm Thị Kiều tức Lê Ngọc (Thổ), Ủy viên
- 11. Nông Gia Lâm (Thổ), Ủy viên
- 12. Hoàng Văn Phùng (Thổ), Ủy viên
- 13. Bàn Chí Hàn (Mán), Ủy viên
- 14. Bàn Tiến Minh (Mán), Ủy viên
- 15. Vũ Ngọc Linh (Kinh), Ủy viên
- 16. Bác sĩ Phạm Đinh Lẫm (Kinh), Ủy viên
- 17. Dương Văn Páo tức Kim Dao (Mèo), Ủy viên
- 18. Lý Á Võng (Ngái), Ủy viên
- 19. Hoàng Văn Toàn tức Hỷ Trang (Sán Chỉ), Ủy viên
- 20. La Văn Liền (Cao Lan), Ủy viên
- 21. Lưu Quý Xuân (Sán Díu), Ủy viên

Khu tự trị Việt Bắc tồn tại cho tới ngày 27 tháng 12 năm 1975 thì giải thể cùng với Khu tự trị Tây Bắc, đồng thời những quy định trong Hiến pháp nước Việt Nam Dân chủ Cộng hòa năm 1959 về cấp khu tự trị cũng bị bãi bỏ theo Quyết định của Quốc hội khóa V, kỳ họp thứ 2.